# When the Going Gets Tough, the Tough Get Going
«When the Going Gets Tough, the Tough Get Going» es una canción coescrita y grabada originalmente por el cantante Billy Ocean en 1985 para su álbum de estudio Love Zone bajo el sello discográfico Jive Records.

## Información de la canción
Escrita por Wayne Brathwaite, Barry Eastmond, Robert "Mutt" Lange y Billy Ocean, la canción fue utilizada como tema principal de la película de Michael Douglas y Kathleen Turner La joya del Nilo (1985), una secuela de Romancing the Stone (1984). El solo de saxofón es de Vernon Jeffrey Smith.  
Alcanzó el número 1 en la UK Singles Chart durante cuatro semanas en febrero de 1986 y hasta la fecha sigue siendo su único sencillo número 1 en el Reino Unido. La canción se convirtió en un gran éxito internacional, llegando al primer puesto en las listas de Australia, Sudáfrica, Canadá y varios países de Europa como Bélgica, Dinamarca, Noruega y Países Bajos entre otros. En Estados Unidos fue número 2 en el Billboard Hot 100.  

## Vídeo musical
El video musical, filmado en la Academia Brixton en Londres, presenta a Billy Ocean interpretando el tema en un escenario y a los actores de La joya del Nilo, Michael Douglas, Kathleen Turner y Danny DeVito como vocalistas de sincronización de labios. El video fue inicialmente prohibido en Top of the Pops porque los actores no eran parte del Sindicato de Músicos de Reino Unido, lo que significa que la mímica de DeVito del solo de saxofón iba en contra de las reglas.

## Lista de canciones
sencillo 7" (edición Reino Unido)
A "When the Going Gets Tough, the Tough Get Going" – 4:02
B "When the Going Gets Tough, the Tough Get Going" (Instrumental) – 5:12
maxi 12" (edición Reino Unido)
A1 "When the Going Gets Tough, the Tough Get Going" (Extended Version) – 5:43
A2 "When the Going Gets Tough, the Tough Get Going" (7″ Version) – 4:04
B1 "When the Going Gets Tough, the Tough Get Going" (Club Mix) – 7:35
B2 "When the Going Gets Tough, the Tough Get Going" (Instrumental) – 5:12

## Posicionamiento en listas
| Listas (1986)                             | Máxima posición |
| ----------------------------------------- | --------------- |
| Alemania (Offizielle Deutsche Charts)     | 2               |
| Australia (Kent Music Report)             | 1               |
| Bélgica (Flandes) (Ultratop 50)           | 1               |
| Canadá (RPM Top Singles)                  | 1               |
| Dinamarca (Tracklisten)                   | 1               |
| España (AFYVE)                            | 2               |
| Estados Unidos (Billboard Hot 100)        | 2               |
| Estados Unidos (Adult Contemporary)       | 2               |
| Estados Unidos (Hot R&B/Hip-Hop Songs)    | 6               |
| Estados Unidos Top 100 Singles (Cash Box) | 1               |
| Europa (European Hot 100 Singles)         | 1               |
| Finlandia (Suomen virallinen lista)       | 2               |
| Grecia (IFPI)                             | 2               |
| Irlanda (IRMA)                            | 1               |
| Noruega (VG-lista)                        | 1               |
| Nueva Zelanda (Recorded Music NZ)         | 3               |
| Países Bajos (Dutch Top 40)               | 1               |
| Países Bajos (Mega Single Top 100)        | 1               |
| Reino Unido (Official Charts Company)     | 1               |
| Sudáfrica (Springbok Radio)               | 1               |
| Suecia (Sverigetopplistan)                | 2               |
| Suiza (Schweizer Hitparade)               | 2               |